# Niels Barletta
Niels Barletta ist ein französischer Toningenieur.

## Karriere
Barletta studierte bis 2010 an der Filmhochschule La Fémis und arbeitete im selben Jahr an seiner ersten Filmproduktion Gainsbourg – Der Mann, der die Frauen liebte von Joann Sfar. Darauf folgten über 240 Beteiligungen an Kurz- und Langfilmen als Toningenieur. Im Jahr 2015 erhielt er seine erst Nominierung für einen César für Liebe auf den ersten Schlag. Nach weiteren Nominierungen konnte er den Preis schließlich für seine Arbeit an Animalia von Regisseur Thomas Cailley gewinnen. Zuletzt arbeitete er 2024 an Emilia Pérez von Regisseur Jacques Audiard. Hierfür wurde er bei der Oscarverleihung 2025 zusammen mit Erwan Kerzanet, Maxence Dussère, Aymeric Devoldère und Cyril Holtz in der Kategorie Bester Ton nominiert.

## Filmografie (Auswahl)
- 2010: Gainsbourg – Der Mann, der die Frauen liebte
- 2014: Liebe auf den ersten Schlag
- 2015: Arrival
- 2020: Intrige
- 2023: Animalia
- 2023: Die drei Musketiere – D’Artagnan
- 2023: Die drei Musketiere – Milady
- 2024: Emilia Pérez
- 2024: Die leisen und die großen Töne
- 2025: Ari

## Auszeichnungen (Auswahl)
- 2015: César-Nominierung in der Kategorie Bester Ton für Liebe auf den ersten Schlag
- 2016: Golden-Reel-Award-Nominierung in der Kategorie Bester Ton für Arrival
- 2020: César-Nominierung in der Kategorie Bester Ton für Intrige
- 2021: CinEuphoria-Award-Nominierung in der Kategorie Bester Ton für Intrige
- 2024: CinEuphoria-Award-Nominierung in der Kategorie Bester Ton für Animalia
- 2024: César-Nominierungen in der Kategorie Bester Ton für Die drei Musketiere – D’Artagnan, Die drei Musketiere – Milady und Auszeichnung für Animalia
- 2024: Satellite-Award-Nominierung in der Kategorie Bester Ton für Emilia Pérez
- 2025: César in der Kategorie Bester Ton für Emilia Pérez
- 2025: César-Nominierung in der Kategorie Bester Ton für Die leisen und die großen Töne[5]
- 2025: Oscar-Nominierung in der Kategorie Bester Ton für Emilia Pérez